# Championnat du Kirghizistan de football 2009
Navigation
Saison précédente Saison suivante
La saison 2009 du Championnat du Kirghizistan de football est la dix-huitième édition de la première division au Kirghizistan. Les neuf clubs engagés sont regroupés au sein d'une poule unique où ils s'affrontent à deux reprises, à domicile et à l'extérieur. Les quatre premiers jouent ensuite la phase finale, sous la forme d'une poule avec des matchs aller et retour.
C'est le Dordoi-Dinamo Naryn, quintuple tenant du titre, qui remporte à nouveau la compétition cette saison après avoir battu Abdish-Ata Kant lors d'un match décisif, les deux équipes ayant terminé à égalité de points en tête de la poule pour le titre. C'est le sixième titre de champion (consécutif) du Kirghizistan de l'histoire du club.
Le vainqueur du championnat se qualifie pour la Coupe du président de l'AFC, la compétition mise en place par l'AFC pour les nations dites émergentes, dont fait partie le Kirghizistan.

## Les clubs participants
- Dordoi-Dinamo Naryn
- Ata Spor Sokuluk - Promu de D2
- Zhashtyk Ak Altyn Kara-Suu
- Abdish-Ata Kant
- Sher Bichkek
- Alay Och
- FC Kambar-Ata Djalalabad - Promu de D2
- Kant-77
- FC Neftchi Kotchkor-Ata
- Plaza Bichkek

## Compétition
Le barème de points servant à établir le classement se décompose ainsi :
- Victoire : 3 points
- Match nul : 1 point
- Défaite : 0 point

### Saison régulière
| Rang | Équipe                          | Pts     | J       | G       | N       | P       | Bp      | Bc      | Diff    |
| ---- | ------------------------------- | ------- | ------- | ------- | ------- | ------- | ------- | ------- | ------- |
| 1    | Dordoi-Dinamo NarynT            | 42      | 16      | 13      | 3       | 0       | 53      | 9       | +44     |
| 2    | Abdish-Ata KantC                | 34      | 16      | 10      | 4       | 2       | 43      | 8       | +35     |
| 3    | FC Alay Och                     | 33      | 16      | 10      | 3       | 3       | 37      | 18      | +19     |
| 4    | Zhashtyk Ak Altyn Kara-Suu      | 28      | 16      | 8       | 4       | 4       | 29      | 15      | +14     |
| 5    | Kant-77                         | 22      | 16      | 6       | 4       | 6       | 24      | 17      | +7      |
| 6    | Sher Bichkek                    | 22      | 16      | 6       | 4       | 6       | 21      | 20      | +1      |
| 7    | FC Kambar-Ata DjalalabadP       | 9       | 16      | 3       | 0       | 13      | 15      | 40      | -25     |
| 8    | Plaza Bichkek                   | 8       | 16      | 2       | 2       | 12      | 13      | 59      | -46     |
| 9    | Ata Spor SokulukP               | 5       | 16      | 1       | 2       | 13      | 12      | 61      | -49     |
| '    | FC Neftchi Kotchkor-Ata forfait | Forfait | Forfait | Forfait | Forfait | Forfait | Forfait | Forfait | Forfait |

|  | Qualification pour la phase finale  |
|  | T : Tenant du titre P : Promu de D2 |

### Phase finale
| Rang | Équipe                     | Pts | J | G | N | P | Bp | Bc | Diff |  | Résultats (▼ dom., ► ext.) | Abd | Dor | AOs | Zha |
| ---- | -------------------------- | --- | - | - | - | - | -- | -- | ---- |  | -------------------------- | --- | --- | --- | --- |
| 1    | Abdish-Ata KantC           | 11  | 6 | 3 | 2 | 1 | 9  | 3  | +6   |  | Abdish-Ata KantC           |     | 1-0 | 3-0 | 3-0 |
| 2    | Dordoi-Dinamo NarynT       | 11  | 6 | 3 | 2 | 1 | 9  | 3  | +6   |  | Dordoi-Dinamo NarynT       | 1-1 |     | 3-0 | 3-0 |
| 3    | FC Alay Och                | 5   | 6 | 1 | 2 | 3 | 3  | 9  | -6   |  | FC Alay Och                | 1-0 | 1-1 |     | 0-0 |
| 4    | Zhashtyk Ak Altyn Kara-Suu | 5   | 6 | 1 | 2 | 3 | 3  | 9  | -6   |  | Zhashtyk Ak Altyn Kara-Suu | 1-1 | 0-1 | 2-1 |     |

|  | Qualification pour le match pour le titre                     |
|  | T : Tenant du titre C : Vainqueur de la Coupe du Kirghizistan |

### Match pour le titre
| 14 novembre 2009 | Dordoi-Dinamo Naryn                     | 3 - 2 | Abdish-Ata Kant      | Spartak Stadium, Bichkek |  |
|                  | Harchenko 20e · Kretov 72e · Tetteh 79e |       | 11e, 49e Zemljanuhin |                          |  |

## Bilan de la saison
| Championnat du Kirghizistan de football 2009 |                                |
| Champion                                     | Dordoi-Dinamo Naryn (6e titre) |
| Coupes et trophées                           |                                |
| Vainqueur de la Coupe du Kirghizistan 2009   | Abdish-Ata Kant                |
| Qualifications continentales                 |                                |
| Coupe du président de l'AFC 2010             | Dordoi-Dinamo Naryn            |
| Promotions et relégations                    |                                |
| Promus en Vysshaya Liga                      | FC Khimik Kara-Balta           |
| Promus en Vysshaya Liga                      | Alga Bichkek                   |
| Promus en Vysshaya Liga                      | Ak-Jol Aravan                  |
| Relégués en Deuxième division                | Aucun                          |